# John Paragon
John Paragon (Anchorage, 9 dicembre 1954 – Palm Springs, 3 aprile 2021) è stato un attore e regista statunitense.

## Filmografia parziale

### Attore
- Tesoro, mi si è allargato il ragazzino (Honey, I Blew Up the Kid), regia di Randal Kleiser (1992)
- I babysitter (Twin Sitters), regia di John Paragon (1994)
- La moglie di un uomo ricco (The Rich Man's Wife), regia di Amy Holden Jones (1996)
- Star Trek: Deep Space Nine - serie TV, episodio 7x11 (1999)

### Regista
- I babysitter (Twin Sitters) (1994)
- Doppio guaio a Los Angeles (1992)